# Justus von Dohnányi
Pour les articles homonymes, voir von Dohnanyi.
Justus von Dohnányi est un acteur allemand né le 2 décembre 1960 à Lübeck. Il est le fils de Christoph von Dohnányi et le petit-fils de Hans von Dohnányi.

## Filmographie

### Cinéma
- 1999 : Jakob le menteur : Preuss
- 1999 : Le monde ne suffit pas : Capitaine Nikoli
- 2000 : Bonhoeffer: Agent of Grace : Eberhard Bethge
- 2001 : L'Expérience : Berus
- 2002 : Amen. de Costa-Gavras : Baron von Otter
- 2003 : September : Philipp Scholz
- 2003 : Blueprint : Thomas Weber
- 2004 : Napola – Elite für den Führer : Gauleiter Heinrich Stein
- 2004 : La Chute : Général Wilhelm Burgdorf
- 2005 : Vom Suchen und Finden der Liebe : Harry
- 2006 : Vineta (de) : Lutz Born
- 2007 : GG 19 : Richter
- 2007 : Bis zum Ellenbogen : Sven Hansen
- 2008 : Hardcover : Chico Waidner
- 2008 : 1½ Ritter – Auf der Suche nach der hinreißenden Herzelinde : Bernd
- 2008 : Les Buddenbrook, le déclin d'une famille : Bendix Grünlich
- 2009 : Männerherzen : Bruce Berger
- 2010 : L'Homme-chat : Magun
- 2010 : Goebbels et le Juif Süss : Histoire d'une manipulation (Jud Süss - Film ohne Gewissen) : Veit Harlan
- 2010 : Das Leben ist zu lang : Johannes
- 2011 : Der ganz große Traum : Richard Hartung
- 2011 : Männerherzen... und die ganz ganz große Liebe : Bruce Berger
- 2012 : Yoko : Professeur Kellerman
- 2012 : Ruhm : Joachim Ebling
- 2012 : Oh Boy : Karl Speckenbach
- 2012 : Ludwig 2 : Johann Lutz
- 2013 : Hanni et Nanni 3 : Hugh Gordon
- 2014 : Monuments Men : Viktor Stahl
- 2015 : Frau Müller muss weg! : Wolf Heider
- 2015 : La Femme au tableau : Dreimann
- 2015 : Desaster
- 2015 : Au secours ! J'ai rétréci ma prof (Hilfe, ich hab meine Lehrerin geschrumpft) de Sven Unterwaldt : Schulrat Henning
- 2016 : Timm Thaler : Baron Lefuet
- 2019 : Quand Hitler s'empara du lapin rose (Als Hitler das rosa Kaninchen stahl)

### Télévision
- 1993 : Flash, le reporter-photographe : Andi (1 épisode)
- 2001 : Wambo : Siegfried Hühnerberg
- 2002-2015 : Tatort : Plusieurs personnages (7 épisodes)
- 2006 : Une équipe de choc : Paul Hayek (1 épisode)
- 2007 : Troie, la cité du trésor perdu : Oskar Neumann
- 2009 : Le Combat d'une femme : Otto Walther
- 2009 : L'Éveil du printemps : Herr Stiefel
- 2010 : Stralsund : Dirk Göttler
- 2010 : Double Jeu : Stefan Dussner (1 épisode)
- 2011 : Hindenburg : Max Kaufmann
- 2015 : Police 110 : Peter Brauer (1 épisode)
- 2017 : Charité